# Uiakatsi järv
Uiakatsi järv (järv = See) ist ein natürlicher See in Kanepi im Kreis Põlva auf dem estnischen Festland. 70 Meter vom 19,3 Hektar großen See entfernt liegt das Dorf Rebaste und 56,8 Kilometer entfernt liegt der 3555 km² große Peipussee (Peipsi-Pihkva järv). Mit einer mittleren Tiefe von sechs Metern und einer maximalen Tiefe von 18,3 Metern ist er ziemlich tief.